# Tamási kistérség
| régió               | Dél-Dunántúl |
| megye               | Tolna        |
| terület (km²)       | 1028,3       |
| népesség (2002, fő) | 43251        |
| népsűrűség (fő/km²) | 42           |
| megyekód            | 17           |
| KSH-kód             | 4705         |

A Tamási kistérség egy kistérség volt Tolna megyében, központja Tamási volt.  2014. február 25-én, a többi kistérséggel együtt megszűnt, a kollektív befektetési formákról és kezelőikről, valamint egyes pénzügyi tárgyú törvények módosításáról szóló 2014. évi XVI. törvény (264. § (12) bekezdés) alapján.

## Települései
| Belecska      | Diósberény | Dúzs          | Értény      | Felsőnyék |
| Fürged        | Gyönk      | Hőgyész       | Iregszemcse | Kalaznó   |
| Keszőhidegkút | Kisszékely | Koppányszántó | Magyarkeszi | Miszla    |
| Mucsi         | Nagykónyi  | Nagyszékely   | Nagyszokoly | Ozora     |
| Pári          | Pincehely  | Regöly        | Simontornya | Szakadát  |
| Szakály       | Szárazd    | Tamási        | Tolnanémedi | Udvari    |
| Újireg        | Varsád     |               |             |           |

## Fekvése
A tamási kistérség Tolna megye nyugati, északnyugati határán helyezkedett el. A kistérség a Somogy, Tolna és Baranya megyék által alkotott dél-dunántúli régió megyéi közül Somogy és Baranya megyével, azok kettő illetve egy kistérségével volt határos.
A kistérség természetföldrajzi szempontból a Dunántúli-dombság természetföldrajzi nagytáj két középtájára terjedt ki. A területnek a Kapos folyótól nyugatra fekvő része Külső-Somogy természetföldrajzi középtájhoz, második fele a Kapos és a Sárvíz által határolt Tolnai-Hegyhát kistájhoz tartozott. Míg a Külső-Somogyhoz tartozó terület a mezőgazdasági hasznosítás szempontjából volt fontos felszíni formái alapján is, a Tolnai-hegyháthoz tartozó változatos domborzati adottságú területek a vidékfejlesztésben fontos szerepet játszó turizmus számára voltak a legalkalmasabbak. Nem véletlen, hogy a megyében ezen a területen indult be elsőként szervezetten a falusi turizmus.
A területen az agyagon, löszön (téglagyártási alapanyag) és a homokon kívül (építkezési kötő- és vakolóanyag) hasznosítható kőzettani nyersanyag nem volt, így bányászat nem zajlott a kistérségben. Teljes területe a Kapos vízgyűjtő területéhez tartozott. A Kaposnak a kistérség területére eső legnagyobb mellékvízfolyása a Koppány volt. A kistérség északi peremén folyt a Sió csatorna, amelyen keresztül a Balaton felesleges vizét vezették le a Dunába. A kistérség természetes eredetű állóvizekben szegény volt.